# Golul visător
Golul visător (2007) (titlu original The Dreaming Void) este un roman science fiction al scriitorului britanic Peter F. Hamilton. Este prima carte din Trilogia Golului, o serie a cărei acțiune se petrece la aproximativ 1300 de ani de la evenimentele relatate în Steaua Pandorei.

## Intriga
În centrul galaxiei Calea Lactee se află Golul, un obiect asemănător unei găuri negre masive. În interiorul său există un univers straniu, cu o planetă locuită de oameni sosiți acolo cu mii de ani în urmă cu ajutorul unei nave. Legile acestui loc diferă radical de cele ale universului cunoscut, iar oamenii posedă puteri mentale (telepatie, telekinezie, etc.) care le permit să controleze mediul ambiant.
În anul 3589, Inigo și Al Doilea Visător încep să viseze existența minunată din interiorul Golului și o transmit omenirii prin intermediul câmpului-gaia, un univers neural artificial bazat pe tehnologie extraterestră. Visele descriu viața lui Edeard, un tânăr foarte talentat în ceea ce privește puterile mentale. Aaron, un Înalt care nu-și mai amintește propriul trecut pornește în căutarea Primului Visător, Inigo, în timp ce detectivul Paula Mayo încearcă să dea de urma celui de-Al Doilea Visător. Acesta este și scopul lui Ethan, noul conducător al mișcării Visului, care vrea să ducă milioane de credincioși într-un pelerinaj în Gol pentru a trăi viața care le-a fost arătată. Un fizician pe nume Troblum are o teorie interesantă despre modul în care poată fi depășită bariera care înconjoară Golul, iar exodul pelerinilor ridică probleme serioase privind redimensionarea economiei lumilor pe care aceștia le parcurg. Oportunitățile de afaceri ivite le oferă unor întreprinzători - printre care se numără și Aramnita - ocazia să-și pună în aplicare mărețele planuri de afaceri care să-i îmbogățească.
Dar arhivele unor specii extraterestre povestesc despre vremuri îndepărtate în care Golul a devorat lumi pentru a-și procura energia necesară auto-susținerii. De aceea, ele se tem că pelerinajul va determina Golul să se extindă din nou și sunt pregătite să oprească flota pelerinilor cu orice preț.

## Personaje
- Inigo - Primul Visător și întemeietorul Visului Viu
- Catherine Stewart - pușcăriașă, fostă membră a Marinei care lucrează pentru facțiunea Acceleratorilor
- Paula Myo - Investigator-șef pentru Confederație
- Gore Burnelli - conducătorul Marii Familii Burnelli și a ANA:Guvernării, lider al facțiunii Conservatoare din cadrul ANA
- Justine Burnelli - senator, fiica lui Gore
- Kasimir Burnelli - Mare Amiral al Marinei Confederației, fiul Justinei
- Ilanthe - conducătorul facțiunii Acceleratorilor
- Îngerul Înalt - navă extraterestră dotată cu inteligență
- Edeard - protagonistul viselor lui Inigo, cunoscut ca Mergătorul-pe-Apă
- Marius - agent al facțiunii Acceleratorilor în cadrul ANA
- Aaron - agent al facțiunii Conservatorilor care-l caută pe Inigo
- Araminta - tânără divorțată de pe planeta Viotia, care încearcă să se lanseze în afaceri imobiliare
- Troblum - fizician și colecționar de artefacte din "Războiul Starflyer"
- Oscar Monroe - fost ofițer în Marină și erou al "Războiul Starflyer", recrutat de Paula Myo
- Ozzie Isaacs - creatorul tehnologiei găurii-de-vierme și a tehnologiei câmpului-gaia

## Opinii critice
Kirkus Reviews face următoarea descriere cărții: „o mulțime de scenarii, personaje cu miile, povești care-i cuceresc și pe cel mai machiavelic cititor și, de data asta, o carte din care înveți mult, o carte ce țintește mai sus: o poveste irezistibilă de la un maestru al prozei”. Library Journal consideră romanul „o lectură recomandată tuturor” în care „o mulțime de personaje, fiecare cu povestea lui, contribuie la gradul de profunzime și diversitate al unei saga amplasate în viitorul îndepărtat”. la rândul său, SF Site vede „o poveste sclipitoare din ecpoca de aur a SF-ului, o scriitură rafinată și modernă, ca și personajele”.
Ceva mai rezervat se dovedește SF Reviews, care crede că romanul „este inegal și, per ansamblu, nu prezintă aceeași tensiune dramatică regăsită în duologia Commonwealth sau în trilogia Zorii nopții. Firele narative merg de la intrigi care te țin cu răsuflarea tăiată până la pasaje care sunt pur și simplu l-u-n-g-i”. Cu toate acestea, este de acord că „atunci când Hamilton captează atenția, o face scriind pasajele cele mai dramatice și pline de acțiune din cariera sa”.